# Fabián Espíndola
Edgar Fabián Espíndola (ur. 4 maja 1985 w Merlo) – argentyński piłkarz występujący na pozycji napastnika.

## Kariera klubowa
Espíndola pochodzi z niewielkiej miejscowości Merlo w prowincji San Luis i treningi piłkarskie rozpoczynał w tamtejszej amatorskiej drużynie Club San Martín. Jako czternastolatek udał się na testy do krajowego giganta – zespołu Club Atlético Boca Juniors ze stołecznego Buenos Aires, a po ich pomyślnym przejściu dołączył do słynnej akademii juniorskiej klubu. Do seniorskiej drużyny został włączony w wieku dziewiętnastu lat przez szkoleniowca Jorge Beníteza, w argentyńskiej Primera División debiutując 3 kwietnia 2005 w przegranym 0:2 spotkaniu z Vélezem Sarsfield, zaś jedynego gola strzelił 12 czerwca tego samego roku w przegranej 1:3 konfrontacji z Arsenalem Sarandí. Na boiskach pojawiał się jednak sporadycznie, będąc wyłącznie alternatywą dla duetu napastników tworzonego przez Rodrigo Palacio i Martína Palermo, wobec czego zdecydował się rozwiązać umowę po zakończeniu sezonu. Po pół roku bezrobocia, przeniósł się do drugoligowego Talleres de Córdoba, gdzie bez większych sukcesów spędził kolejne sześć miesięcy.
Latem 2006 Espíndola wyjechał do Ekwadoru, gdzie na zasadzie krótkoterminowego, dwumiesięcznego kontraktu zasilił ekipę SD Aucas ze stołecznego Quito. W ekwadorskiej Serie A zadebiutował 7 lipca 2006 w przegranym 0:3 meczu z Deportivo Cuenca, zaś ogółem rozegrał cztery ligowe spotkania, po czym odszedł z ekipy (na koniec sezonu 2006 Aucas spadło do drugiej ligi). W styczniu 2007 przeszedł do znacznie wyżej notowanego lokalnego rywala – Deportivo Quito, gdzie grając jako ofensywny pomocnik lub skrzydłowy występował przez pół roku. Bezpośrednio po tym – wraz z rodakami Matíasem Mantillą i Javierem Moralesem – dołączył do amerykańskiego Real Salt Lake, w którego barwach 18 sierpnia 2007 w przegranym 0:2 pojedynku z Chicago Fire zadebiutował w Major League Soccer. Pierwszą bramkę zdobył za to już jedenaście dni później w wygranym 3:1 spotkaniu z Kansas City Wizards. W sezonie 2008 dotarł do finału konferencji wschodniej, lecz trapiony kontuzjami nie zdołał notować regularnych występów, wobec czego klub nie przedłużył z nim kontraktu.
W styczniu 2009 Espíndola odszedł do wenezuelskiego Deportivo Anzoátegui z siedzibą w Puerto La Cruz. Pod koniec miesiąca, w konfrontacji fazy grupowej rozgrywek Copa Libertadores, zdobył gola z ekwadorskim Deportivo Cuenca (2:0), strzelając tym samym pierwszego gola dla Anzoátegui w historii tego kontynentalnego turnieju. W wenezuelskiej Primera División po raz pierwszy wpisał się natomiast na listę strzelców 9 lutego 2009 w wygranej 4:0 konfrontacji z Portuguesą, zdobywając dwie bramki. Już po czterech miesiącach powrócił jednak do Realu Salt Lake, gdzie od razu wywalczył sobie miejsce w wyjściowej jedenastce. W sezonie 2009 jako czołowy skrzydłowy ligi wywalczył z zespołem prowadzonym przez Jasona Kreisa mistrzostwo MLS (MLS Cup), zaś w sezonie 2010 zajął drugie miejsce w tabeli konferencji zachodniej. Niedługo potem został przekwalifikowany na pozycję napastnika i w 2011 roku ponownie dotarł do finału konferencji, a także doszedł do finału najważniejszych rozgrywek kontynentu – Ligi Mistrzów CONCACAF. W sezonie 2012 znów zajął drugie miejsce w ligowej konferencji. Ogółem barwy Realu reprezentował przez pięć lat z bilansem 152 meczów, 37 goli i 18 asyst, tworząc atak ekipy z Álvaro Saborío i jest uznawany za legendę klubu.
Wiosną 2013 Espíndola – razem ze swoim kolegą klubowym Jámisonem Olave – został sprzedany do New York Red Bulls. W sezonie 2013, jako podstawowy członek ofensywnego tercetu tworzonego również przez Tima Cahilla i Thierry'ego Henry'ego, zajął pierwsze miejsce w konferencji wschodniej oraz zdobył trofeum MLS Supporters' Shield. Mimo to już po roku, w ramach MLS Re-Entry Draft, dołączył do D.C. United. W sezonie 2014, pełniąc rolę najlepszego strzelca zespołu, podobnie jak przed rokiem zajął z nim pierwsze miejsce w tabeli wschodniej konferencji. Łącznie w ekipie z siedzibą w stołecznym Waszyngtonie występował przez dwa i pół roku, mając pewną pozycję w formacji ofensywnej. W międzyczasie otrzymał „zieloną kartę” stałego pobytu w Stanach Zjednoczonych, dzięki czemu nie był już uwzględniany przez regulamin rozgrywek jako obcokrajowiec. W lipcu 2016 został oddany do innego klubu z MLS – kanadyjskiego Vancouver Whitecaps FC, lecz ostatecznie do przenosin nie doszło ze względu na transfer gracza do Meksyku.
W lipcu 2016 Espíndola za sumę miliona dolarów został zawodnikiem beniaminka ligi meksykańskiej – zespołu Club Necaxa z miasta Aguascalientes. W tamtejszej Liga MX zadebiutował 6 sierpnia 2016 w zremisowanym 2:2 meczu z Pumas UNAM, a pierwszą bramkę strzelił 10 września tego samego roku w wygranym 2:1 pojedynku z Santosem Laguna.

## Statystyki kariery

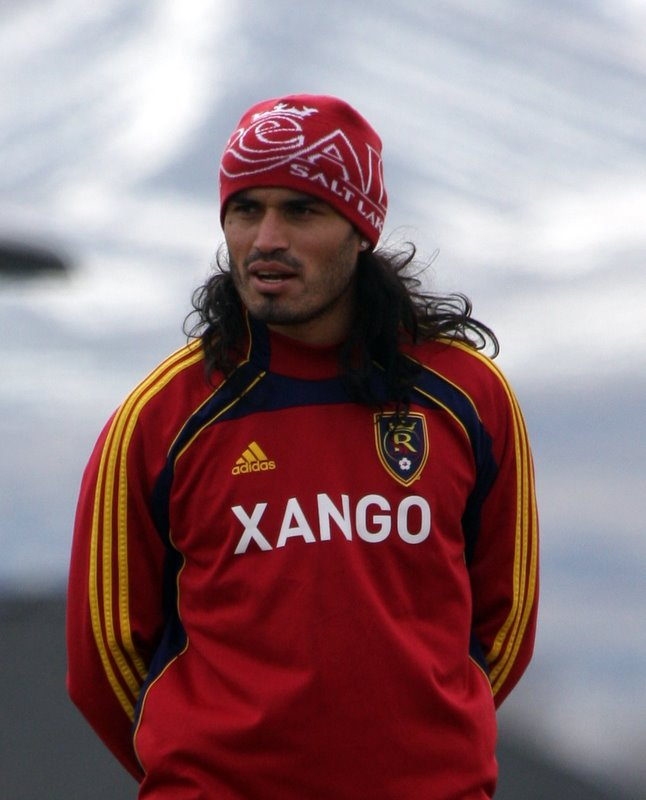
Espíndola na treningu Realu Salt Lake w marcu 2011

| Boca Juniors      | 2004–2005         | Argentyna         | Primera División   | 6   | 1  | — | —   | —        | —  | —   | 6   | 1  |
| Talleres          | 2005–2006         | Argentyna         | Primera B Nacional | 13  | 1  | — | —   | —        | —  | —   | 13  | 1  |
| Aucas             | 2006              | Ekwador           | Serie A            | 4   | 0  | — | —   | —        | —  | —   | 4   | 0  |
| Deportivo Quito   | 2007              | Ekwador           | Serie A            | 8   | 0  | — | —   | —        | —  | —   | 8   | 0  |
| Real Salt Lake    | 2007              | Stany Zjednoczone | MLS                | 12  | 2  | — | —   | —        | —  | —   | 12  | 2  |
| Real Salt Lake    | 2008              | Stany Zjednoczone | MLS                | 14  | 5  | — | —   | —        | —  | —   | 14  | 5  |
| Anzoátegui        | 2008–2009         | Wenezuela         | Primera División   | 5   | 3  | — | —   | CL       | 2  | 1   | 7   | 4  |
| Real Salt Lake    | 2009              | Stany Zjednoczone | MLS                | 26  | 3  | — | —   | —        | —  | —   | 26  | 3  |
| Real Salt Lake    | 2010              | Stany Zjednoczone | MLS                | 24  | 7  | — | —   | LMC      | 9  | 2   | 33  | 9  |
| Real Salt Lake    | 2011              | Stany Zjednoczone | MLS                | 30  | 10 | 1 | 0   | —        | —  | —   | 31  | 10 |
| Real Salt Lake    | 2012              | Stany Zjednoczone | MLS                | 32  | 9  | — | —   | LMC      | 4  | 0   | 36  | 9  |
| NY Red Bulls      | 2013              | Stany Zjednoczone | MLS                | 29  | 9  | 2 | 0   | —        | —  | —   | 31  | 9  |
| D.C. United       | 2014              | Stany Zjednoczone | MLS                | 29  | 11 | — | —   | LMC      | 3  | 4   | 32  | 15 |
| D.C. United       | 2015              | Stany Zjednoczone | MLS                | 20  | 5  | — | —   | LMC      | 2  | 0   | 22  | 5  |
| D.C. United       | 2016              | Stany Zjednoczone | MLS                | 15  | 4  | — | —   | —        | —  | —   | 15  | 4  |
| Necaxa            | 2016–2017         | Meksyk            | Liga MX            | 29  | 4  | — | —   | —        | —  | —   | 29  | 4  |
| Albacete Balompié | 2017–2018         | Hiszpania         | Segunda División   | 12  | 0  | — | —   | —        | —  | —   | 12  | 0  |
| Ogółem            |                   |                   |                    |     |    |   |     |          |    |     |     |    |
| Argentyna         | Argentyna         | Argentyna         | 19                 | 2   | —  | — | —   | —        | —  | 19  | 2   |    |
| Ekwador           | Ekwador           | Ekwador           | 12                 | 0   | —  | — | —   | —        | —  | 12  | 0   |    |
| Stany Zjednoczone | Stany Zjednoczone | Stany Zjednoczone | 231                | 65  | 3  | 0 | LMC | 18       | 6  | 252 | 71  |    |
| Wenezuela         | Wenezuela         | Wenezuela         | 5                  | 3   | —  | — | CL  | 2        | 1  | 7   | 4   |    |
| Meksyk            | Meksyk            | Meksyk            | 29                 | 4   | —  | — | —   | —        | —  | 29  | 4   |    |
| Hiszpania         | Hiszpania         | Hiszpania         | 12                 | 0   | —  | — | —   | —        | —  | 12  | 0   |    |
| Ogółem            | Ogółem            | Ogółem            | Ogółem             | 308 | 74 | 3 | 0   | CL + LMC | 20 | 7   | 331 | 81 |

- CL – Copa Libertadores
- LMC – Liga Mistrzów CONCACAF